# Zentai Péter
Zentai Péter (Budapest, 1954. március 5. –) magyar újságíró, rádiós szerkesztő, műsorvezető, tudósító.

## Életpályája
Szülei holokauszt-túlélők voltak. Édesapja munkaszolgálatos volt, édesanyját az Auschwitzi koncentrációs táborba vitték. A gimnáziumi érettségi után vendéglátóipari szakmunkásképzőt is végzett, majd a Külkereskedelmi Főiskolán folytatott felsőfokú tanulmányokat, ahol elsősorban nyelveket tanult. 1976-ban jelentkezett a Magyar Rádióba, a hírszerkesztőségre Szalay Zsolt és Bolgár György vették fel. Itt dolgozott hírszerkesztőként, majd külpolitikai újságíróként, riporterként, szerkesztőként. 1992 és 1995 között a Magyar Rádió bécsi, 2000 és 2003 között washingtoni, majd 2003 és 2008 között a közrádió berlini tudósítója volt. Írásai megjelentek a Népszava, a 168 Óra, a Világgazdaság, a Figyelő stb. oldalain. 2016-tól a Klubrádió munkatársa. 2011 óta közéletről, politikáról, aktuális kérdésekről, érdekességekről és utazási élményeiről is rendszeresen publikál a Holdblog.hu című internetes oldalon.
Tagja a MÚOSZ-nak.
1982 óta nős, egy leánygyermek édesapja.

## Rádiós munkáiból
- Eurozóna (Klubrádió, 2017-től)

## Díjai, elismerései
- Pulitzer-emlékdíj (2008)